# Hotel Plakvič
Hotel Plakvič je dnes již neexistující hotel, který se nacházel v ulici Za Škodovkou čp. 156 v Kuklenách u Hradce Králové.

## Historie
29. května 1872 zažádal dr. František Plakvič o povolení k výstavbě nového domu proti papírně, pozdějšího hotelu. 10. října téhož roku oznamuje, že má již stavení proti papírně tak dalece hotovo, že „nárožní 3 místnosti zcela dobře se pro hostinec upotřebiti mohou“, přičemž žádá o vyřízení povolení výčepu. Povolení nezískal, protože dům nebyl dosud způsobilý k obývání, ale 13. ledna následujícího roku obecní zastupitelstvo svolilo a okresní hejtmanství udělilo 21. ledna 1873 osobní právo k provozování hostinské živnosti. Nájemce byl M. Tausig z Pardubic. Hotelu bylo přiděleno čp. 156 a 17. listopadu 1873 bylo dáno povolení k obývání. 1. února 1874 otevřel hospodářský spolek v hotelu Plakvič „poptavárnu na semena, obilí, dobytek, umělá hnojiva, vůbec na veškeré plodiny a výrobky hospodářství a hospodářského průmyslu“. 19. června 1876 byla u Plakviče komise kvůli stavbě světnice a krámku, což bylo povoleno. Téhož roku byla zahájena stavba tří nových domků ve dvoře čp. 156.
Později se v hotelu konaly různé taneční zábavy, spolkové schůze a hrálo se i divadlo, např. 8. března 1885 zde Čtenářsko-ochotnická jednota dělníků pořádala představení Sedlák křivopřísežník a 6. dubna téhož roku uvedla hry Nepravý a přece pravý a Damoklův meč. Krátkou dobu se v podkroví hotelu nacházela redakce Práva lidu, odkud se přestěhovala do domku čp. 165. Prvním administrátorem tohoto listu, který zde poprvé vyšel 27. dubna 1893, byl Emanuel Švagerka, výčepní hotelu Plakvič. Kromě toho zde bydlel nějakou dobu i první redaktor listu Ladislav Pavel.
K 16. prosinci 1897 je v kuklenské kronice tento zápis: „Nezletilé děti Švagerkovy Milada (dcera Anny Švagerkové), Miroslava, Adela, Vladimíra, Olga, Zdenka a František (děti Boženy Švagerkové - vesměs nemanželské děti Plakvice) mají ujmouti po Plakvicovi dům č. 14, 15, 16, 156, 174, 175, 176, 177, 178, 192 a 193. Z domu č. 16 shořela stodola, přístavek na straně severní, a kus kůlny na straně západní; neporušeno zůstalo obytné stavení, chlévy a přístavky na str. západní.“ Koncem roku 1904 zde byl nabízen k pronájmu „krám zařízený a byt, kde obchod koloniální a střižní po 80 roků se provozuje“. 28. června 1916 se konala veřejná dražba domů čp. 156 a 171 s vyvolávací cenou 106 555,25 korun.
Po vzniku Československa se v budově hotelu scházela sociální demokracie a přidružené spolky, např. DTJ. 10. listopadu 1923 byl vyloupen řeznický krám pana Brzáka v hotelu Plakvič. Škoda činila kolem 6 000 Kč. 22. března 1924 došlo v hotelu ke rvačce vojína místního pluku a nezaměstnaného dělníka. Téhož roku se majitelé domu začali domáhat vyklizení 14 nájemníků, přičemž nejprve žádali na obci kuklenské jako stavebním úřadu, aby nařídila zboření domu. Následně bylo obcí usneseno vyslat zdravotní a stavební komisi za příčinou zhlédnutí stavu bytů a různých závad ve všech objektech hotelu Plakvič. Spor nájemníků později skončil až před nejvyšším soudem v Brně. 21. března 1925 pořádal hostinský nepovolenou zábavu, proto s ním bylo později vedeno trestní řízení. Roku 1928 došlo k vystěhování nájemníků firmou Buřil a Riss a obcí bylo vzato na vědomí, že rodiny vystěhované z hotelu Plakvič a umístěné z nouze v chudobinci, podepsaly revers, jímž se zavazují k vystěhování, kdykoliv je o to obec požádá. V lednu následujícího roku byla zamítnuta žádost některých nájemníků o zřízení studny na ulici před domem.
22. prosince 1931 koupil hotel od manželů Štefanových královédvorský pivovar firmy F. Klazar za 420 000 Kč. 16. ledna 1934 se podařil hradecké pátračce skvělý lov. Odhalila zlodějskou tlupu v počtu 9 osob, kteří všichni bydleli v domě patřícím k hotelu Plakvič a jejichž vůdcem byl známý kasař Jindřich Kobr. Roku 1960 se všech 25 obyvatel domu rozhodlo, že budou svépomocí dále vylepšovat tento dům. Počet obyvatel domu rostl a z původního hotelu se stal pouhý činžovní dům. 17. září 2002 rada města jednala o řešení bytové situace jedné z nájemnic - Marie Rafaelové. K 8. září 2005 vzniklo kvůli správě, provozu a opravám společných částí domu Společenství vlastníků jednotek Za Škodovkou 156 Hradec Králové. Od roku 2006 se v přízemí nachází pobočka sexshopu Erotic City.